# Luigi Valenti Gonzaga
Luigi Valenti Gonzaga (ur. 15 października 1725 w Roveredo di Guà, zm. 29 grudnia 1808 w Rzymie) – włoski kardynał

## Życiorys
Urodził się 15 października 1725 w Rovoredo, jako syn Odoarda Valentiego Gonzagi i Francesci Castelbarco. Studiował na La Sapienzy, gdzie uzyskał doktorat utroque iure. Wstąpił na służbę do Kurii Rzymskiej, gdzie był między innymi referendarzem Najwyższego Trybunału Sygnatury Apostolskiej i klerykiem, a następnie dziekanem Kamery Apostolskiej. 24 czerwca 1764 roku przyjął święcenia diakonatu, a pięć dni później prezbiteratu. 9 lipca został wybrany tytularnym arcybiskupem Cezarei, a szesnaście dni później przyjął sakrę. Zaraz potem objął funkcję nuncjusza apostolskiego w Konfederacji Szwajcarskiej i asystenta Tronu Papieskiego. Po siedmiu latach zrezygnował ze służby dyplomatycznej w Szwajcarii i został nuncjuszem w Hiszpanii. 15 kwietnia 1776 roku został kreowany kardynałem in pectore. Jego nominacja na kardynała prezbitera została ogłoszona na konsystorzu 20 maja, a dwa lata później papież nadał mu kościół tytularny S. Agnetis extra moenia. W 1793 roku został prefektem Kongregacji ds. Kościelnych Immunitetów, a dwa lata później papież podniósł go do godności kardynała biskupa nadając mu diecezję suburbikarną Albano. W 1798 roku podczas okupacji Rzymu przez francuzów, pozostał na terenie Państwa Kościelnego, a po śmierci Piusa VI udał się do Wenecji na konklawe. W 1802 roku został Bibliotekarzem Kościoła Rzymskiego, a od 1807 roku był subdziekanem Kolegium Kardynalskiego. Zmarł 29 grudnia 1808 roku w Rzymie.